# Condado de Pike (Arkansas)
El condado de Pike (en inglés: Pike County), fundado en 1833, es un condado del estado estadounidense de Arkansas. En el año 2000 tenía una población de 11 303 habitantes con una densidad poblacional de 7.24 personas por km². La sede del condado es Murfreesboro.

## Geografía
Según la Oficina del Censo, el condado tiene un área total de 1590 km² (613,9 mi²), de la cual 1562 km² (603,1 mi²) es tierra y 28 km² (10,8 mi²) es agua.

### Condados adyacentes
- Condado de Montgomery (norte)
- Condado de Clark (este)
- Condado de Nevada (sureste)
- Condado de Hempstead (sur)
- Condado de Howard (oeste)

### Ciudades y pueblos
- Antoine
- Daisy
- Delight
- Glenwood
- Kirby
- Langley
- Lodi
- Murfreesboro
- Nathan
- Newhope
- Pisgah
- Rosboro
- Salem

## Mayores autopistas
- U.S. Highway 70
- Carretera 8
- Carretera 19
- Carretera 26
- Carretera 27
- Carretera 29
- Carretera 84